# An Bloem
An Bloem is een Nederlandse film uit 1983 van Peter Oosthoek met in de hoofdrollen Kitty Courbois, Renée Soutendijk en Rijk de Gooyer.
Het verhaal is gebaseerd op het toneelstuk Scheiden uit 1977 van Ton Vorstenbosch. De film kreeg bij de kritiek de handen niet op elkaar en was ook geen succes in de bioscopen.

## Verhaal
An Bloem is de vrouw van Frans, die een winkel drijft in tabaksartikelen. Als haar vader op zijn sterfbed ligt, is An bij hem. Terwijl haar vader zijn laatste adem uitblaast vergelijkt ze haar eigen leven met dat van haar vader en komt tot de conclusie dat geen van beiden er goed vanaf is gekomen. Terug in haar huis komt ze in opstand tegen haar doodse bestaan en krijgt ruzie met Frans. Aanvankelijk denkt de laatste dat zijn vrouw last heeft van het overlijden van haar vader, maar als ze naar een advocaat stapt, dringt de werkelijkheid tot hem door, An wil scheiden. Ze verlaat het huis en winkel en betrekt een eigen kamer. Niet lang daarna krijgt ze een baan in een verpleeghuis en kan in haar eigen onderhoud voorzien. Frans heeft de familie inmiddels gemobiliseerd maar de twee uit huis wonende dochters van het echtpaar, Lucia en Loedie zijn niet onder de indruk van het vertrek van An. Als An uitgaat en het 'bal voor eenzame harten' bezoekt wordt ze bijna beroofd van haar handtas. Ze wordt gered door Dik, een rijke zakenman van middelbare leeftijd. An en Dik krijgen een relatie, maar die eindigt al snel als An haar nieuwe vriend voorstelt aan Loedie. Het meisje palmt Dik in en raakt prompt zwanger. Na het huwelijk van Dik en Loedie doet An het huishouden in de dure villa van Dik. Maar ook dat wordt haar niet gegund, Loedie eist dat haar moeder vertrekt en An gaat als een geslagen hond terug naar Frans. Alles lijkt zijn normale verloop te krijgen tot An op een feestje in haar huis plotseling opstaat en naar buiten rent. Ze steekt de straat over en wordt aangereden door een auto. Als de familie in het ziekenhuis bijeen komt horen ze dat An is overleden.

## Rolverdeling
| Acteur           | Personage |
| ---------------- | --------- |
| Kitty Courbois   | An Bloem  |
| Renée Soutendijk | Loedie    |
| Rijk de Gooyer   | Dik       |
| Marina de Graaf  | Lucia     |
| Ben Hulsman      | Frans     |
| Lettie Oosthoek  | Rietje    |
| Wik Jongsma      | Herman    |
| Jules Hamel      | Cees      |
| Hetty Verhoogt   | Wil       |
| Truce Speyk      | Oma       |
| Jaap Hoogstra    | Opa       |

## Achtergrond
Toneelacteur en -regisseur Peter Oosthoek was gedurende de jaren zeventig en tachtig van de vorige eeuw de stuwende kracht bij Toneelgroep Centrum. Hij bracht het gezelschap tot grote bloei met stukken als Kees de Jongen en Van de koele meren des doods. Het laatste genoemde stuk was een bewerking van het boek van Louis Couperus door Ton Vorstenbosch. In 1982 werd Vorstenbosch betrokken bij een filmbewerking van Van de koele meren des doods, waarbij zijn toneelstuk werd gebruikt voor het scenario. Oosthoek wilde in 1983 hetzelfde doen met Scheiden een ander toneelstuk van Vorstenbosch dat in 1977 door Toneelgroep Centrum was opgevoerd. Oosthoek vroeg aan Vorstenbosch om Scheiden te bewerken tot een filmscenario. Vervolgens diende Oosthoek een verzoek tot subsidie in bij het Productiefonds voor de Nederlandse Film. Daar kreeg de regisseur te horen dat dit alleen mogelijk was als het bij één film van zijn hand zou blijven. Oosthoek was inmiddels 48 en het Productiefonds was van mening dat er nog  te veel jonge regisseurs waren die op hun eerste kans wachten. Oosthoek hield woord en An Bloem is zijn enige speelfilm gebleven. Ton Vorstenbosch herschreef Scheiden drastisch om het meer eigentijds en dynamischer te maken voor de film. 

## Ontvangst
De kritiek was weinig enthousiast over An Bloem. De film werd omschreven als oppervlakkig, met te vet aangezette dramatische effecten (het auto-ongeluk, het overspel van Dik) en de overdreven modieusheid (de dochters van Bloem zijn punkers of werken in een fitnesscentrum). Ook was er kritiek op de nerveuze cameravoering, die de psychische gesteldheid van An Bloem iets te nadrukkelijk neerzet en op de regie, die veel te toneelmatig is. Geprezen werd Kitty Courbois die een van de mooiste rollen uit haar carrière neerzette, maar ook haar spel werd volgens de kritiek overschaduwd door de elkaar te snel opvolgende en vaak absurde ontwikkelingen. Het publiek moest er helemaal weinig van hebben en de film flopte in de bioscopen. 

## Muziek
De titelmuziek 'Nocturne voor An Bloem'; gecomponeerd door Bob Zimmerman, werd uitgevoerd door Het Schönberg ensemble onder leiding van Reinbert de Leeuw. In 1984 kreeg Zimmerman een Edison voor de filmmuziek van An Bloem